# 5 vendémiaire
5 jour complémentaire 5 brumaire
Le quintidi 5 vendémiaire, officiellement dénommé jour du cheval, est le 5e jour de l'année du calendrier républicain.
C'était généralement le 26e jour du mois de septembre dans le calendrier grégorien.